# 纳撒尼尔·菲利普斯
纳撒尼尔·哈里·菲利普斯 （英語：Nathaniel Harry Phillips，1997年3月21日—）是一名英格兰足球运动员，司职中后卫。现效力於英冠俱乐部西布朗。

## 俱乐部生涯
2016年菲利普斯离开父亲担任院长的博尔顿青训学院，此时他得到北卡羅來納大學夏洛特分校的奖学金并准备去美国开启大学学业。在他准备动身前往美国前，他选择加盟利物浦。2018年夏天他开始跟随利物浦一线队训练。
2019年他被租借到德乙球队斯图加特，租借期为一个赛季。在2019年8月12日德国杯第一轮斯图加特客场1-0战胜德丙球队罗斯托克的比赛上，菲利普斯在半场替补巴德施图伯上场，这是他职业生涯的第一场比赛。而在5天后菲利普斯上演了他的德乙联赛首秀，斯图加特客场2-1战胜了圣保利。冬窗期间利物浦出现伤病潮，临时召回菲利普斯。在召回之前他在斯图加特出场11次。他的利物浦一线队首秀是2020年1月5日足总杯第三轮对阵埃弗顿的比赛。1月13日他继续租借到斯图加特直到赛季结束。该赛季斯图加特在德乙联赛取得第二名的成绩，重返德甲联赛。
2020年10月31日，菲利普斯在利物浦2-1战胜西汉姆联的比赛中首发登场，完成了他在利物浦的联赛首秀。2021年3月10日，菲利普斯在利物浦2-0战胜莱比锡红牛的比赛上完成欧冠首秀并凭借自己出色的表现当选全场最佳球员，帮助球队晋级欧冠下一轮的比赛。
2021年5月19日，菲利普斯在利物浦客场3-0战胜伯恩利的比赛中攻入一记头球，这是他职业生涯的处子球。
2022年1月31日，菲利普斯租借到伯恩茅斯至赛季结束。

## 个人生活
菲利普斯父亲是前博尔顿球员吉米·菲利普斯，退役后在博尔顿预备队和青训学院工作，曾三次代理主教练一职。

## 职业生涯统计
最後更新：2021年11月3日 
| 俱乐部          | 赛季         | 联赛         | 联赛 | 联赛 | 杯赛 | 杯赛 | 联赛杯 | 联赛杯 | 欧洲赛事 | 欧洲赛事 | 其他 | 其他 | 合计 | 合计 |
| 俱乐部          | 赛季         | 联赛等级     | 出场 | 进球 | 出场 | 进球 | 出场   | 进球   | 出场     | 进球     | 出场 | 进球 | 出场 | 进球 |
| --------------- | ------------ | ------------ | ---- | ---- | ---- | ---- | ------ | ------ | -------- | -------- | ---- | ---- | ---- | ---- |
| 利物浦          | 2019–20      | 英超联赛     | 0    | 0    | 1    | 0    | 0      | 0      | 0        | 0        | 0    | 0    | 1    | 0    |
| 利物浦          | 2020–21      | 英超联赛     | 17   | 1    | 0    | 0    | 0      | 0      | 3        | 0        | 0    | 0    | 20   | 1    |
| 利物浦          | 2021–22      | 英超联赛     | 0    | 0    | 0    | 0    | 1      | 0      | 2        | 0        | —    | —    | 3    | 0    |
| 利物浦          | 合计         | 合计         | 17   | 1    | 1    | 0    | 1      | 0      | 5        | 0        | 0    | 0    | 24   | 1    |
| 斯图加特 (租借) | 2019–20      | 德乙联赛     | 19   | 0    | 3    | 0    | —      | —      | —        | —        | —    | —    | 22   | 0    |
| 伯恩茅斯 (租借) | 2021–22      | 英冠联赛     | 17   | 0    | 1    | 0    | —      | —      | —        | —        | —    | —    | 18   | 0    |
| 职业生涯总计    | 职业生涯总计 | 职业生涯总计 | 53   | 1    | 5    | 0    | 1      | 0      | 5        | 0        | 0    | 0    | 64   | 1    |

## 外部連結
- Soccerway資料庫：纳撒尼尔·菲利普斯
- Profile （页面存档备份，存于） at DFB.de
- Profile （页面存档备份，存于） at kicker.de
- Liverpool profile （页面存档备份，存于）